# Mahmud az-Zahar
Mahmud az-Zahar (en árabe: محمود الزهار; Gaza, 1945) es un cofundador de Hamás y un miembro de la cúpula de Hamás en la Franja de Gaza. Desde la formación del gobierno de Hamás en marzo de 2006, az-Zahar ha servido como Ministro de Asuntos Exteriores en el gabinete del primer ministro Ismail Haniyeh. Antes de Haniyed, az-Zahar era visto como uno de los principales candidatos entre los miembros de Hamás por el Consejo Legislativo Palestino para el cargo de primer ministro, ya que era en ese momento el más alto funcionario dentro de la organización. Al final, el partido decidió ir con el entonces desconocido Haniyeh porque az-Zahar es considerado el líder del ala radical del movimiento. El hijo de az-Zahar fue muerto en una incursión israelí en Gaza el 5 de enero de 2008.

## Infancia
Poco se sabe acerca de la infancia de az-Zahar más allá del informe que había nacido de un padre palestino y madre egipcia.
A los 26 años, se graduó de la Universidad de El Cairo, Facultad de Medicina y cinco años más tarde obtuvo su Maestría en Cirugía General de la Universidad Ain Shams de El Cairo. Luego se convirtió en el asesor del Ministro de Salud palestino, y ayudó a crear la Sociedad Médica Palestina y fue uno de los principales fundadores de la Universidad Islámica de Gaza en 1978.

## Hamás
Fundamental para la creación de Hamás en 1987, az-Zahar se ha mantenido como un alto funcionario y portavoz del grupo.
El 10 de septiembre de 2003, cuando aviones F-16 israelíes lanzaron una bomba sobre su casa en el barrio de Rimal, que sólo lo hirió levemente a él, mientras su hijo Khaled, y un guardaespaldas fueron asesinados, y otros veinte heridos entre ellos su hija Rima. Su casa fue destruida, y otras diez casas cercanas resultaron dañadas, así como la cercana mezquita de Al-Rahman. El resultado funeral asistieron más de dos mil dolientes, que pidieron a Hamás vengar las muertes.
El 15 de enero de 2008, su hijo Hussam fue asesinado en un ataque aéreo de las Fuerzas de Defensa Israelíes en un automóvil lleno de militantes de Hamás en el norte de Gaza.[cita requerida]

## Controversia sobre la Atribución Incorrecta del Autor de "El Fin de los Judíos"
Durante la Conferencia de Seguridad de Múnich, el 17 de febrero de 2024, el presidente israelí Isaac Herzog atribuyó erróneamente el libro "El Fin de los Judíos" a Mahmoud al-Zahar. Esta atribución incorrecta fue rápidamente recogida y reportada tanto por los medios israelíes   como por The New York Post, sin una verificación inicial de los hechos. Una aclaración de la Biblioteca Nacional de Israel reveló que el verdadero autor del libro es el escritor egipcio Abu Al Fida Muhammad Aref, y no al-Zahar.